# STOBAR

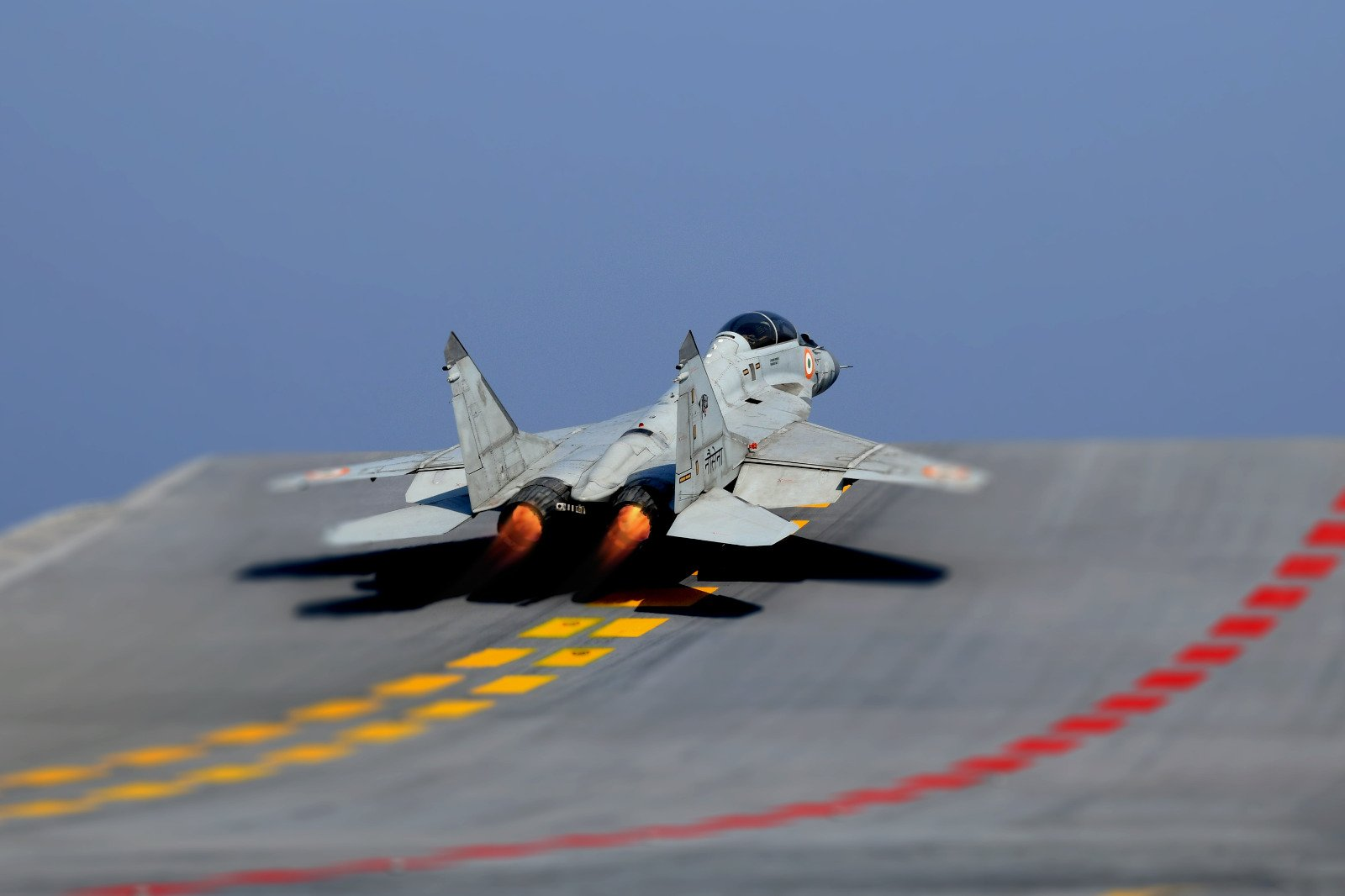
MiG-29K podczas startu ze skoczni

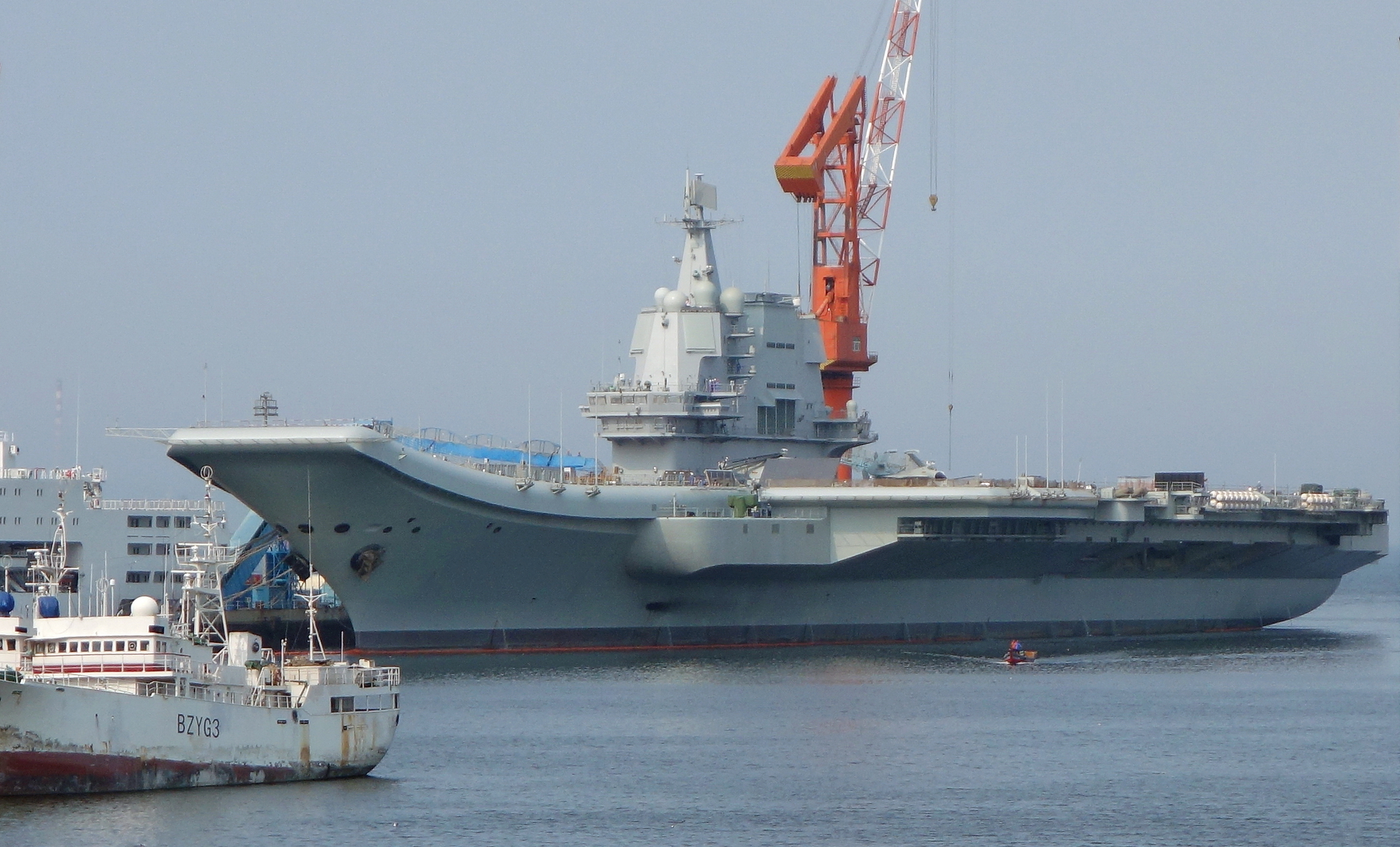
Shandong

STOBAR - akronim od angielskiego Short Take Off But Arrested Recovery używany w lotnictwie do określania sposobu startu i lądowania samolotu na pokładach lotniskowców, będącego kombinacją systemów STOVL (krótki start bez wspomagania) i CTOL (konwencjonalne lądowanie z użyciem lin hamujących).
Samolot startuje z lotniskowca wykorzystując moc własnych silników i specjalny pokład startowy wznoszący się w postaci skoczni (ang. ski-jump), a nie jak na większości lotniskowców katapultę. Lądowanie odbywa się w sposób konwencjonalny, ale z wykorzystaniem lin hamujących samolot, który przed lądowaniem wypuszcza specjalny hak zaczepiający za liny. Zaletą tego systemu jest prostsza i tańsza konstrukcja okrętów, pozbawionych katapulty, lecz wadą jest ograniczony asortyment samolotów, które mogą operować z lotniskowca (bez większych samolotów wczesnego ostrzegania lub zwalczania okrętów podwodnych), a także zazwyczaj ograniczenie ich masy startowej, prowadzące do zmniejszenia ilości przenoszonego paliwa lub uzbrojenia.
Start samolotów z pokładu lotniskowca bez wspomagania w postaci katapult stosowany był jako podstawowy od początku istnienia tej klasy okrętów do okresu II wojny światowej włącznie. W celu skrócenia startu, odbywał się on pod wiatr, a lotniskowiec dodatkowo płynął naprzód. Dopiero po II wojnie światowej szerokie zastosowanie coraz cięższych samolotów odrzutowych, o dużej prędkości oderwania, wymusiło stosowanie katapult wspomagających start. Wprowadzenie systemu STOBAR zostało umożliwione przez pojawienie się nowej generacji samolotów odrzutowych o wysokim stosunku ciągu do masy i skrzydłach zapewniających odpowiednią siłę nośną. Sprzyjało mu także opracowanie startu przy pomocy skoczni, wprowadzone po raz pierwszy dla samolotów krótkiego i pionowego startu i lądowania (V/STOL).
System STOBAR został po raz pierwszy praktycznie zastosowany na radzieckich, następnie rosyjskich krążownikach lotniczych projektu 1143.5, z których do służby wszedł jako pierwszy „Admirał Kuzniecow” (samoloty myśliwskie Su-33 i MiG-29K i treningowe Su-25UTG). Drugi okręt tego typu dokończony został w Chinach jako „Liaoning”, wyposażony w kopie Su-33 - Shenyang J-15. System STOBAR zastosowano następnie na przebudowanym w Rosji dla marynarki Indii starszym krążowniku lotniczym „Admirał Gorszkow”, który wszedł do służby w 2014 roku jako lotniskowiec INS „Vikramaditya” (samoloty MiG-29K i w przyszłości HAL Tejas). Pod wpływem tych okrętów, system STOBAR został zastosowany jeszcze na budowanych już w Chinach i Indiach własnych lotniskowcach „Shandong” i INS „Vikrant”.
Kiedy zaproponowano wprowadzenie na uzbrojenie myśliwca czwartej generacji Eurofighter Typhoon, rozważano, na wniosek Francji, możliwość jego operowania z pokładów lotniskowców w konfiguracji STOBAR. Ze względu jednak na różne priorytety stawiane przed nową maszyną przez pozostałych uczestników projektu Eurofighter i w konsekwencji wycofanie się Francji zrezygnowano z tej opcji. Po odłączeniu się od projektu europejskiego myśliwca Francja zbudowała własny samolot pokładowy czwartej generacji Dassault Rafale M, wykorzystujący jednak system CATOBAR.